# Heglig
Heglig, o Panthou (también deletreado Pandthow o Heglieg), es una pequeña ciudad en la frontera entre el estado de Kordofan del Sur en Sudán y el Estado de Unity en Sudán del Sur. La totalidad de Heglig es reclamada tanto por Sudán como por Sudán del Sur, pero es administrada por Sudán. El área fue disputada durante la Guerra Civil de Sudán. A mediados de abril de 2012, el ejército de Sudán del Sur capturó el campo petrolero Heglig de Sudán. Sudán lo recuperó diez días después.

## Yacimiento petrolífero Heglig
Heglig está situado dentro de la cuenca de Muglad, una cuenca  que contiene gran parte de las reservas probadas de petróleo de Sudán del Sur. El campo petrolero de Heglig fue desarrollado por primera vez en 1996 por Arakis Energy (ahora parte de Talisman Energy). Hoy es operado por Greater Nile Petroleum Operating Company.  Se informa que la producción en Heglig alcanzó su punto máximo en 2006 y ahora está en declive.. El campo petrolífero de Heglig está conectado con Jartum y Port Sudan a través del Gran Oleoducto del Nilo.
En julio de 2009, la organización internacional Corte Permanente de Arbitraje (PCA) redefinió los límites de Abyei, un condado que se encuentra entre Sudán del Sur y Sudán. La decisión colocó los yacimientos petrolíferos de Heglig y Bamboo fuera de la frontera de Abyei, pero no especificó que pertenecieran a la provincia sudanesa de Kordofán del Sur, ni a la región del Alto Nilo, en Sudán del Sur, y tampoco especificó el reparto de petróleo. El gobierno de Sudán afirmó que el área pertenece a su país ya que PCA determinó que estaba fuera de los límites de Abyei y anunció que no compartiría ningún ingreso petrolero con el gobierno de Sudán del Sur, enfatizando que PCA estableció que Heglig era parte del norte. El documento de la PCA solo indica que el área de Heglig o Panthou no es parte de Abyei.
Durante la Crisis de Heglig de 2012 hubo combates tanto como en la Primera como en la segunda Batalla de Heglig.